# 펠리컨 성운
펠리컨 성운(Pelican Nebula) 또는 IC 5070, IC 5067은 북아메리카 성운 옆에 위치한 작은 성운이다.